# Street Fight
Street Fight è un documentario del 2005 diretto da Marshall Curry candidato al premio Oscar al miglior documentario.